# Rudolf Dombi
Rudolf Dombi (Budapest, 9 de noviembre de 1986) es un deportista húngaro que compite en piragüismo en la modalidad de aguas tranquilas.
Participó en los Juegos Olímpicos de Londres 2012, obteniendo una medalla de oro en la prueba de K2 1000 m. Ganó 2 medallas en el Campeonato Mundial de Piragüismo, plata en 2014 y bronce en 2013, y 5 medallas en el Campeonato Europeo de Piragüismo entre los años 2009 y 2012.

## Palmarés internacional
| Juegos Olímpicos   | Juegos Olímpicos       | Juegos Olímpicos  | Juegos Olímpicos |
| Año                | Lugar                  | Medalla           | Competición      |
| ------------------ | ---------------------- | ----------------- | ---------------- |
| 2012               | Londres (Reino Unido)  | Medalla de oro    | K2 1000 m        |
| Campeonato Mundial |                        |                   |                  |
| Año                | Lugar                  | Medalla           | Competición      |
| 2013               | Duisburgo (Alemania)   | Medalla de bronce | K2 1000 m        |
| 2014               | Moscú (Rusia)          | Medalla de plata  | K2 500 m         |
| Campeonato Europeo |                        |                   |                  |
| Año                | Lugar                  | Medalla           | Competición      |
| 2009               | Brandeburgo (Alemania) | Medalla de bronce | K4 200 m         |
| 2010               | Corvera (España)       | Medalla de plata  | K4 1000 m        |
| 2010               | Corvera (España)       | Medalla de bronce | K2 200 m         |
| 2011               | Belgrado (Serbia)      | Medalla de bronce | K2 1000 m        |
| 2012               | Zagreb (Croacia)       | Medalla de oro    | K2 1000 m        |